# Gatis Čakšs
Gatis Čakšs (né le 13 juin 1995 à Līvāni) est un athlète letton, spécialiste du lancer du javelot.

## Biographie
En 2014, il remporte la médaille d'or du lancer du javelot lors des championnats du monde juniors d'Eugene, aux États-Unis, avec la marque de 74,04 m.

### Palmarès
| Date | Compétition                   | Lieu   | Résultat | Épreuve           | Performance |
| ---- | ----------------------------- | ------ | -------- | ----------------- | ----------- |
| 2014 | Championnats du monde juniors | Eugene | 1er      | Lancer du javelot | 74,04 m     |

### Records
| Épreuve           | Performance | Lieu       | Date        |
| ----------------- | ----------- | ---------- | ----------- |
| Lancer du javelot | 87,57 m     | Eisenstadt | 9 juin 2021 |